# Quest Joint Airlock Module
Quest Joint Airlock Module je jeden z modulů Mezinárodní vesmírné stanice. Jedná se o přechodovou komoru, která umožňuje výstup do volného kosmu až dvěma kosmonautům v amerických (EMU), nebo ruských (Orlan) skafandrech.
Modul je dlouhý 5,5 metru a maximální průměr činí 4 metry. Byl vynesený na palubě raketoplánu Atlantis během mise STS-104 v roce 2001. Na vnějším povrchu jsou umístěné dvě nádrže s kyslíkem a dvě s dusíkem.